# هايدن دويل
هايدن دويل (بالإنجليزية: Hayden Doyle)‏ (25 فبراير 1989 بأديلايد في أستراليا - ) هو لاعب كرة قدم أسترالي في مركز الدفاع. لعب مع ستوك سيتي ونادي برث غلوري وNiki Volos F.C. ‏ ونادي برث وBayswater City SC ‏ وBentleigh Greens SC ‏ وMandurah City FC ‏ وOakleigh Cannons FC ‏ وStirling Macedonia FC ‏.

## وصلات خارجية
- هايدن دويل على موقع قاعدة بيانات كرة القدم.إي يو (الإنجليزية)
- هايدن دويل على موقع Soccerway.com (الإنجليزية)